# Rio Pardo (vattendrag i Brasilien, São Paulo, lat -22,92, long -49,97)
Rio Pardo är ett vattendrag i Brasilien.   Det ligger i delstaten São Paulo, i den södra delen av landet, 800 km söder om huvudstaden Brasília.
Trakten runt Rio Pardo består huvudsakligen av våtmarker. Runt Rio Pardo är det ganska tätbefolkat, med 185 invånare per kvadratkilometer.